# 2011-es magyar fedett pályás atlétikai bajnokság
A 2011-es magyar fedett pályás atlétikai bajnokság a 38. bajnokság volt. A többpróba számait február 5–6-án tartották a Syma Csarnokban.

## Eredmények

### Férfiak
| Versenyszám      | Arany                                                                  | Arany    | Ezüst                                                       | Ezüst    | Bronz                                                         | Bronz    |
| ---------------- | ---------------------------------------------------------------------- | -------- | ----------------------------------------------------------- | -------- | ------------------------------------------------------------- | -------- |
| 60 m             | Karlik Dániel KSI                                                      | 6,79     | Vas Dávid Bp. Honvéd                                        | 6,89     | Ecseki Dániel Szolnoki MÁV                                    | 6,90     |
| 200 m            | Kása Tibor Haladás                                                     | 21,86    | Resán Gergely Nyírsuli                                      | 21,88    | Vas Dávid Bp. Honvéd                                          | 22,18    |
| 400 m            | Deák Nagy Marcell Gödöllői EAC                                         | 48,01    | Kolossváry István TFSE                                      | 48,50    | Pásztor Gábor KSI                                             | 48,77    |
| 800 m            | Kazi Tamás Debreceni SC                                                | 1:53,88  | Kállay Dániel VEDAC                                         | 1:54,54  | Gregor László Békéscsabai AC                                  | 1:55,67  |
| 1500 m           | Bene Barnabás Pécsi VSK                                                | 3:43,21  | Kállay Dániel VEDAC                                         | 3:48,31  | Minczér Albert VEDAC                                          | 3:55,24  |
| 3000 m           | Minczér Albert VEDAC                                                   | 8:11,47  | Kovács Ádám MISI SC                                         | 8:25,85  | Szabó Sándor Tatabányai SC                                    | 8:28,25  |
| 4 × 400 m        | Koroknai Tibor Gutema Emanuel Koroknai Máté Kazi Tamás Debreceni SC-SI | 3:17,58  | Tölgyesi Botond Pásztor Gábor Hoppál Soma Käfer Levente KSI | 3:20,17  | Kámán Bálint Dózsa László Gyüszi Dávid Kolossváry István TFSE | 3:20,22  |
| 60 m gát         | Baji Balázs Békéscsabai AC                                             | 7,82     | Palágyi Gergely Szolnoki MÁV                                | 7,95     | Koroknai Tibor Debreceni SC-SI                                | 8,08     |
| 5000 m gyaloglás | Helenbrandt Máté Nyírsuli                                              | 19:38,15 | Tubak Róbert Szegedi VSE                                    | 21:52,31 | Koléner Tibor Békéscsabai AC                                  | 23:03,97 |
| magasugrás       | Bakosi Péter Nyírsuli                                                  | 2,13 m   | Szabó Róbert Debreceni SC-SI                                | 2,05 m   | Miller Ákos Újpesti TE                                        | 2,00 m   |
| rúdugrás         | Skoumal Péter Debreceni SC-SI                                          | 5,00 m   | Jaeger Ákos Bp. Honvéd                                      | 5,00 m   | Nagy Attila Bp. Honvéd                                        | 4,60 m   |
| távolugrás       | Ecseki Dániel Szolnoki MÁV                                             | 7,44 m   | Dömötör Balázs KSI                                          | 7,26     | Käfer Levente KSI                                             | 7,23     |
| hármasugrás      | Kiss Dániel KSI                                                        | 15,21 m  | Ungvári Péter KSI                                           | 14,82 m  | László Dávid Alba Regia AK                                    | 14,52 m  |
| súlylökés        | Kürthy Lajos Imre Mohácsi TE                                           | 19,71 m  | Páli Viktor VEDAC                                           | 15,99 m  | Máriássy Ádám Bp. Honvéd                                      | 15,98 m  |
| hétpróba         | Szabó Attila Ferencvárosi TC                                           | 5652     | Käfer Levente KSI                                           | 5264     | Kovács Norbert KSI                                            | 5251     |

### Nők
| Versenyszám      | Arany                                                               | Arany    | Ezüst                                                   | Ezüst    | Bronz                                                                  | Bronz    |
| ---------------- | ------------------------------------------------------------------- | -------- | ------------------------------------------------------- | -------- | ---------------------------------------------------------------------- | -------- |
| 60 m             | Kaptur Éva KSI                                                      | 7,49     | Nguyen Anasztázia Bp. Honvéd                            | 7,50     | Turcsik Katalin Alba Regia AK                                          | 7,66     |
| 200 m            | Petráhn Barbara egyesületen kívüli                                  | 24,58    | Turcsik Katalin Alba Regia AK                           | 24,95    | Varga Bianka Bp. Honvéd                                                | 25,16    |
| 400 m            | Petráhn Barbara egyesületen kívüli                                  | 54,85    | Varga Bianka Bp. Honvéd                                 | 55,20    | Kéri Bianka VEDAC                                                      | 56,46    |
| 800 m            | Kenesei Zsanett BEAC                                                | 2:13,40  | Kratochwill Zsófia Építők SC                            | 2:13,61  | Kéri Bianka VEDAC                                                      | 2:14,78  |
| 1500 m           | Gyürkés Viktória Ikarus BSE                                         | 4:53:26  | Kenesei Zsanett BEAC                                    | 4:53,30  | Kószás Kriszta Győri Dózsa                                             | 4:56,54  |
| 3000 m           | Czebei Réka Favorit SC Kaposvár                                     | 9:54,49  | Staicu Simona MISI SC                                   | 10:07,17 | Papp Ildikó Salgótarjáni AC                                            | 10:09,17 |
| 4 × 400 m        | Schmelcz Fanny Bobcsek Emese Farkas Györgyi Varga Bianka Bp. Honvéd | 3:50,91  | Kontó Ivett Loránd Lilla Nagy Cecilia Kéri Bianka VEDAC | 54,72    | Zajovics Nóra Zajovics Kitti Szakály Zsófia Kószás Kriszta Győri Dózsa | 4:00,31  |
| 60 m gát         | Munkácsy Petra Bp. Honvéd                                           | 8,56     | Kerekes Gréta Debreceni SC-SI                           | 8,61     | Farkas Györgyi Bp. Honvéd                                              | 8,64     |
| 3000 m gyaloglás | Gerendási Eszter BEAC                                               | 12:46,44 | Kriván Berta BEAC                                       | 13:36,24 | Torma Anett Bp. Honvéd                                                 | 13:54,92 |
| magasugrás       | Babos Rita Alba Regia AK                                            | 1,82 m   | Bihari Patricia Margitszigeti ACCzúth Réka Pécsi VSK    | 1,72 m   |                                                                        |          |
| rúdugrás         | Horváth Felicia Bp. Honvéd                                          | 3,80 m   | Szabó Daniella Bp. Honvéd                               | 3,70 m   | Koppány Gabriella Bp. Honvéd                                           | 3,70 m   |
| távolugrás       | Farkas Györgyi Bp. Honvéd                                           | 6,13 m   | Babos Rita Alba Regia AK                                | 5,97 m   | Bogár Lilla TFSE                                                       | 5,78 m   |
| hármasugrás      | Babos Rita Alba Regia AK                                            | 13,22 m  | Hoffer Krisztina Tatabányai SC                          | 12,81 m  | Erdei Dorottya Ferencvárosi TC                                         | 12,31 m  |
| súlylökés        | Márton Anita Békéscsabai AC                                         | 17,80 m  | Váradi Krisztina GANZAIR AC                             | 13,41 m  | Tóth Baranyi Tamara Békéscsabai AC                                     | 12,95 m  |
| ötpróba          | Farkas Györgyi Bp. Honvéd                                           | 4295     | Krizsán Xénia Bp. Honvéd                                | 4049     | Bogár Lilla TFSE                                                       | 3398     |